# El'dar Kulijev
El'dar Šachbazovyč Kulijev (in ucraino Ельдар Шахбазович Кулієв?; Kiev, 24 marzo 2002) è un calciatore ucraino, centrocampista dello Zirə.

## Carriera

### Club
Cresciuto nei settori giovanili di Dinamo Kiev, Dnipro, Arsenal Kiev e Šachtar, nel 2019 viene acquistato dal Mariupol'; il 25 ottobre 2020 ha esordito in Prem"jer-liha, in occasione dell'incontro pareggiato per 1-1 contro l'Inhulec'. Nel 2021 si trasferisce al Mynaj. Il 5 settembre 2022 trova la sua prima rete nella massima divisione ucraina, nell'incontro pareggiato per 1-1 contro il Kolos Kovalivka.

### Nazionale
Il 1º giugno 2022 ha esordito con la nazionale ucraina Under-21 nella gara contro i pari età delle Fær Øer, valida per le qualificazioni al campionato europeo di calcio Under-21 2023. Il 12 giugno seguente ha segnato la prima rete contro i pari età dell'Armenia: risulta inoltre decisivo nello 0-2 finale con un assist.

## Statistiche

### Presenze e reti nei club
Statistiche aggiornate al 25 settembre 2022.
| Stagione         | Squadra          | Campionato       | Campionato | Campionato | Coppe nazionali | Coppe nazionali | Coppe nazionali | Coppe continentali | Coppe continentali | Coppe continentali | Altre coppe | Altre coppe | Altre coppe | Totale | Totale |
| Stagione         | Squadra          | Comp             | Pres       | Reti       | Comp            | Pres            | Reti            | Comp               | Pres               | Reti               | Comp        | Pres        | Reti        | Pres   | Reti   |
| ---------------- | ---------------- | ---------------- | ---------- | ---------- | --------------- | --------------- | --------------- | ------------------ | ------------------ | ------------------ | ----------- | ----------- | ----------- | ------ | ------ |
| 2019-2020        | Mariupol'        | PL               | 0          | 0          | CU              | 0               | 0               |                    | -                  | -                  |             | -           | -           | 0      | 0      |
| 2020-2021        | Mariupol'        | PL               | 7          | 0          | CU              | 1               | 0               |                    | -                  | -                  |             | -           | -           | 8      | 0      |
| Totale Mariupol' | Totale Mariupol' | Totale Mariupol' | 7          | 0          |                 | 1               | 0               |                    | -                  | -                  |             | -           | -           | 8      | 0      |
| 2021-2022        | Mynaj            | PL               | 16         | 0          | CU              | 1               | 0               |                    | -                  | -                  |             | -           | -           | 17     | 0      |
| 2022-2023        | Mynaj            | PL               | 4          | 1          |                 | -               | -               |                    | -                  | -                  |             | -           | -           | 4      | 1      |
| Totale carriera  | Totale carriera  | Totale carriera  | 27         | 1          |                 | 2               | 0               |                    | -                  | -                  |             | -           | -           | 29     | 1      |